# 何映华
何映华（1949年—），安徽无为人，曾任中国人民武装警察部队副司令员，武警中将警衔。
何映华1969年加入中国人民解放军，1990年起历任武警安徽省总队参谋、副总队长、总队长。1999年晋升为武警少将警衔。2002年起出任武警部队后勤部部长，2007年升任武警部队副司令员。2009年晋升为武警中将警衔。2012年底到龄退役。